# Universitat Pontifícia Sant Francesc Xavier de Chuquisaca
La Universitat Major, Reial i Pontifícia Sant Francesc Xavier de Chuquisaca, fundada el 27 de març de 1624, ubicada a Sucre, capital constitucional de Bolívia, és la universitat més antiga del país i una de les més antigues d'Amèrica. Els estudiants provenen de l'Argentina, Brasil, Xile i el Perú, entre d'altres. Hi ha estudis de grau i postgrau.

## Història
La fundà el sacerdot jesuïta Juan Frías de Herrán i el primer rector fou Luis de Santillán. Des de la seva creació tingué una gran influència al territori i tota llatinoamèrica, ja que fou considerada una de les més rellevants del Nou Món. El 1775 va créixer amb la creació de l'Acadèmica Carolina dedicada a la pràctica del Dret. Va tenir un paper destacat en la independència de les colònies americanes de l'Imperi Espanyol. A les aules d'aquesta universitat pontifícia s'hi van formar diversos membres dels primers governs independents dels països llatinoamericans.